# 슈테판 하임
슈테판 하임(독일어: Stefan heym, 1913년 4월 10일 ~ 2001년 12월 16일)은 독일의 사회주의적 성향의 작가이자 언론인으로 본명은 헬무트 플리그(독일어: Helmut Flieg)이다. (이하 하임) 말년엔 국회 의원 활동을 하기도 했으며, 평생을 반체제 인사로 살아온 인물이다. 젊은 시절부터 사회주의적 성향을 보이며 나치를 비판하였고, 나치 집권 후 미국으로 망명하였다. 망명 시절 하임은 미국 내 파시즘에 대한 인식을 일깨우고 소외 계층의 인권 향상을 위해 힘썼다. 이 후 자본주의에 대한 비판으로 탄압을 받던 하임은 고국으로 돌아갔고, 독일 시민의 인권 향상과 계몽을 위해 힘썼으며 동독의 집권 세력을 견제하였다. 통일 이후에 잠시 국회 의원으로 활동하였고 은퇴 후에도 작품 활동이나 반핵 평화 운동 등을 통한 사회주의 운동을 멈추지 않았다. 그는 주로 성서이야기 또는 과거역사를 패러디하는 기법을 이용하여 당대 현실 조명에 타당성을 부여하였다. 그의 작품은 자유를 향한 끊임없는 갈망이 바탕을 이루어, 반스탈린주의, 전쟁의 무의미함, 소외계층 간의 연대의식 그리고 반핵 평화 운동에 이르기까지의 사상이 드러난다.

## 생애

### 젊은 시절
1913년 4월 10일, 독일 작센 주에 있는 켐니츠 시에서 유대인 상인의 가정에서 태어났다. 일찍이 그는 반파시즘적 성격을 지녔고 1931년에 반전적 시를 사회민주주의 성향을 지닌 한 신문에 게재했다가 김나지움에서 퇴학당하고 나치의 블랙리스트에 올랐다. 그 후 베를린의 훔볼트 대학교에 진학하여 철학, 독일문학, 신문학을 전공하였다. 나치의 유대인 학살이 시작되자, 유대인이었던 그의 가정은 비극을 맞게된다. 하임의 부친을 인질삼아 나치는 하임을 협박하였고, 머지않아 부친은 자살하였다. 뒤이어 그의 일가는 유대인 수용소에서 몰살당했다. 1935년, 하임은 프라하를 거쳐 가까스로 미국으로 망명하였다.

### 미국 망명기
미국 망명 초기, 하임은 나치 집권이 곧 몰락할 것이라는 낙관적 생각을 하였다. 하지만 예상과 다르게 시간이 지날수록 나치의 세력은 점점 더 확고해지고 몰락할 기미가 보이지 않았다.
1936년, 현실을 깨달은 하임은 시카고 대학에서 하이네에 대한 연구로 석사 학위를 받은 후, 사회주의자로서 활동을 시작하였는데 유럽인들에 비해 미국인들의 나치즘(파시즘)에 대한 인식이 부족하다고 생각하여 문학과 언론을 통해 나치즘에 대한 비판을 하며 의식을 일깨우려 노력하였다. 그 활동으로 반파시즘 정신에 기반한 미국인과 독일인의 반파시즘 연합 노선(Volksfront) 형성을 목표로 한 주간지 「독일 민중의 메아리」의 편집장을 맡기도 하였다. 사회주의자로서 시민운동에 참여하며 노동자, 여성, 아동, 소수 민족등 소외 계층의 인권 향상을 위해 활동하였다.
제 2차 세계 대전 발발 후 그는 Ritchie Boys(제 2차 세계 대전 당시의 미군 군사 훈련 기관)에 장교로 입대하였다. 그는 언론 (<Army Group Newspaper>) 심리전에 투입되었고 1944년에는 노르망디 상륙 작전을 겪은 후 승전국의 장교로서 조국 독일에 입성하였고 이 시기의 경험이 《십자군 전사》의 배경이 되기도 하였다. 그는 독일에서 대표적인 미국 점령군의 신문들인 <Neue Ruhr Zeitung>과 <Die Neue Zeitung>의 편집자로 활동하기도 하였다.
종전 후에 하임은 독일에 남지 않고 미국으로 돌아가 프리랜서 작가 활동을 하였다. 1950년대 초반, 미국에서 매카시즘이 팽배하게 되고 미국의 자본주의 체제 속 모순들을 비판해 온 하임의 소설들과 사회주의자로서의 활동 때문에 감시와 탄압을 받았다. 1952년 하임은 한국 전쟁에 반대하며 훈장을 반납하였고 프라하로 떠났다. 그 다음 해, 미국 시민권을 포기하고 분단 후 사회주의 국가의 노선을 밟고 있었던 동독으로 20년 만에 귀향하였다.

### 동독
동독 건립 후 5년째인 1953년, 약 20년만에 귀향한 하임의 기대와 달리 동독의 정권은 스탈린주의 여파가 남아있었고 독단적인 문화 정책을 펴고 있었다.
그로 인해 동독에 대해 비판적 입장을 취했던 지식인들은 자유로운 창작을 하는 데 많은 압력을 받았다. 그는 동독에 정착한 후 3년간 일간지인 <Berliner Zeitung>에서 근무하였는데 주로 동독에 대한 비판적 기사를 실었고 이 후 프리랜서 작가로 전향하였다. 그는 동독의 1세대 반나치즘 작가였으며 동독 사회 전반부에 관심을 가졌다. 그는 창작활동 외에 동독 뿐 아니라 서독이나 미국의 <뉴욕 타임스영어: New York Times>와 같은 언론에 인터뷰를 하며 동독 사회가 가지고 있는 문제들을 드러내는 데 힘썼다. 그는 독일인들에게 내면화되어있는 파시즘, 과거 독일의 나치즘 청산 문제, 자본주의 비판, 반핵 평화 운동 등 정치, 사회를 비롯한 여러 분야들의 주제들을 망라하였다. 일례로 그는 1964년 12월 <사회주의권 작가들의 국제 콜로키움>에서 동독의 위선과 숨김 문화, 사적 언어와 공적 언어가 다른 동독 사회의 내부 문제에 대해 신랄하게 비판하며 '두려움 없는 토론, 금기 없는 토론, 당연한 것에 대한 문제 제기'가 인정되는 환경만이 그 해결책이라 주장하였다.
이러한 성향 탓에 동독 정부의 미움을 산 그의 소설 대부분은 발간되지 못하였고 그는 자신의 소설이 동독 뿐 아니라 서독에서도 발간되길 원하였다. 1965년에 그는 1953년에 발생한 노동자들과 학생들의 반정부 시위를 묘사한 《6월의 닷새 간》을 발표하였고 이 책은 1974년에 서독에서 출판되며 서방진영에 사건을 널리 알리게 된다. 그는 1976년 11월 볼프 비어만독일어: Wolf Biermann의 시민권 박탈에 대한 공개 서한에 서명을 한 일과 1979년 동독 당국의 검열을 거부한 채 서독에서 《콜린》을 발표한 일을 빌미로 결국 동독작가연맹에서 제명된다.

### 통일 이후
통일 이후 하임은 동독인들에 대한 독일 연방의 차별에 비판적 태도를 취했다.
1994년 독일 연방 의회에 하원 의원에 출마, 당선 되었다. 무소속이었지만 사회주의자들과 뜻을 함께 하였고, 동독 시절 하임이 반대 해왔던 독일 공산당의 후신인 민사당의 지지를 받았다. 당선자 중 최고령자에게 개원 연설 자격을 주는 의회 관례에 따라 하임은 개원 연설을 하였는데, 그 당시 집권당이였던 기민당 의원들은 하임에 대한 반발심으로 연설이 끝난 뒤 박수를 치지 않았다. 왜냐하면 동독의 대표적인 반체제 작가였던 하임이 동독 비밀경찰인 슈타지의 첩자라는 의심을 하였기 때문이다.
의회에 무시당하며 현실 정치에 환멸을 느끼던 그는 국회의원들의 교제비를 늘리는 헌법 개정에 반대하며 당선 1년만인 1995년 의원직을 사퇴한다.
1997년 'red-green alliance'를 찬성하는 선언인 'Erfurt Declaration'에 서명하였는데, 이 동맹은 자본주의가 노동 계급에 끼치는 영향에 주목하는 사회적, 민주적 성향의 'red'와 환경친화적 성향의 'green' 정치 세력들의 연합을 의미하며 자본주의에 반하는 좌파의 성향을 띈다.
사회 속 인간의 자유를 주제로 다루는 작가에게 수여하는 'the Jerusalem Prize'를 1993년에 수상하였고 노쇠한 그는 독일 연방에 대한 불확실성으로 그의 아카이브를 케임브릿지 대학에 위임하여 명예 박사 학위를 받았다.
2000년 12월 8일에 국제 핵무기 반대기구인 IPPNW에서 하임에게 평화훈장을 수여했다. 이는 많은 위협과 감시에도 불구하고 차별에 대한 지속적 반발, 사회적 평등에 대한 적극적 지지, 사회의 인간화에 대한 확고한 믿음 그리고 현대 역사에 대한 독특한 해석을 보여온 그의 노고를 인정한 결과이다.
2001년 12월 16일, 향년 88세, 예루살렘에서 열린 하인리히 하이네 회의를 마치고 사해 연안 호텔에서 휴식을 취하다 심장 마비로 작고하였다. 

## 슈테판 하임의 작가 활동
《인질들》(Hostages, 1942)은 슈테판 하임의 첫 번째 작품으로 자신의 가족이 당한 박해와 고통의 경험을 토대로 체코에서의 반 나치 지하운동을 묘사한 작품이다.
《십자군 전사》(The Crusaders, 1948)는 영어로 쓰여졌으며 전쟁 체험을 담고 있어 한 시대사를 저널리스트적 리얼리티로 간파한 역작이라는 호평을 받았다. 서독에서는 《고통의 월계관》이라는 제목으로 출간되었다. 슈테판 하임은 종전 후 뮌헨에 남아 전우이자 역시 유대인 이주자였던 한스하베와 함께 <Die Neue Zeitung>을 창간하고 저널리스트로 계속 활동하였다. 1953년에는 아버지, 어머니 아들 세 사람으로 구성된 미국인 가족이야기를 담은 《식인종들》(Die Kannibalen, 1953)이라는 단편을 썼다.동독으로 돌아온 바로 다음 해인 1953년 신문에 비판적 칼럼을 기고하고 동독정권과의 갈등이 시작되었다.
《렘 킴블》(Lem Kimble, 1953)이라는 단편을 통해, 전쟁의 맹목적성과 소외 계층의 공동체 의식을 강조하였다.하임은 6월 17일 동베를린에서 일어난 노동자 봉기를 목격한 후, 깊은 혼란에 빠지게 되었다. 그에 더하여 그의 동독으로의 망명을 환영했던 울브리히트 정권의 몰락은 사회주의 신봉자로서 그의 정치적 신조를 의문시하게 되었고, 천신만고 끝에 얻은 동독에서의 안주가 불안하게 되었다. 하임은 이 노동자 봉기를 “그 어느 날”이라는 표제로 소설화했으나 동독에선 인쇄되지 못하고, 1974년에서야 서독에서 《6월의 닷새 간》(5 Tage im Juni, 1965년)이라는 제목으로 출간하였다.동독당국의 검열을 거부한 채로 하임은 서독에서 《콜린》(Collin, 1979년)을 발표하였다. 이 때 이후로 그는 동독작가 동맹에서 추방되게 된다. 이에 더하여 서독에서도 하임은 환영을 받지 못하였는데, 1969년에 서독에서 출판된 <라살> 때문에 고발되어 벌금형을 선고 받았기 때문이다.
《콜린》(Collin, 1979년)은 체제비판의 목소리가 명확한 실화소설로서 과거의 정치적 과오를 폭로하는 회고록 집필이 소설의 주요 모티브가 되고 있다는 점이
흥미롭다.
그는 작가로서 지녀야 할 표현의 자유를 위해 끊임없이 당국과의 투쟁을 더해 나갔다. 검열을 피하는 방법으로 《라살레》( Lassalle, 1969),《다윗 왕에 관한 보고》(Der König David. Bericht, 1972),《유랑의 유대인》(Ahasver, 1981) 등의 소설에서처럼 현실을 역사와 성서의 소재 속으로 이식하는 수법을 쓰기도 했다. 이 방식은 사실 조명에 타당성과 현실성을 부여하는 역할을 하였다. 동독이 역사의 장에서 사라진 이후, 하임은 레닌과 트로츠키의 동료들을 다룬 《라덱》(Radek, 1995)이라는 소설에서 "혁명의 잘못된 탄생"에 대해 회고하는 시간을 가졌다. 그 외에도 《불만의 겨울》(Der Winter unsers Missvergnügens, 1996), 자전적 소설인 《파르크 프리터》(Pargfrider, 1998)를 발표하는 등 여든이 넘는 나이에도 활발한 작품활동을 벌였다.

## 참고 자료
논문
- 서정일, 슈테판 하임의 삶과 문학에서의 독일에 대한 물음, 한국독어독문학회
- Regina U. Hahn, Exile Studies. An Interdisciplinary Series. Vol. 10_ The Democratic Dream: Stefan Heym in America,Oxford/Bern/Berlin/Bruxelles/Frankfurt/M./New York and Wien: Lang, 2003, ISBN 3-906768-53-8